# Tênis de mesa nos Jogos Europeus de 2015 - Equipes femininas
A competição equipes femininas foi um dos eventos do tênis de mesa nos Jogos Europeus de 2015, em Baku, no Azerbaijão. Foi disputada na Arena de Baku entre os dias 13 a 15 de junho.

## Calendário
Horário de verão do Azerbaijão (UTC+5).
| Data        | Horário | Fase             |
| ----------- | ------- | ---------------- |
| 13 de junho | 09:30   | Oitavas de final |
| 14 de junho | 09:30   | Quartas de final |
| 14 de junho | 16:30   | Semifinal        |
| 15 de junho | 09:30   | Final            |

## Medalhistas
|  | GER Alemanha                        |  | NED Países Baixos            |  | CZE Chéquia                                     |
|  | Shan Xiaona Han Ying Petrissa Solja |  | Li Jiao Li Jie Britt Eerland |  | Renáta Štrbíková Iveta Vacenovská Hana Matelová |

## Resultados
Os resultados do evento foram os seguintes.
| Oitavas-de-final | Oitavas-de-final  | Oitavas-de-final |  |  | Quartas-de-final | Quartas-de-final  | Quartas-de-final |  |  | Semifinais | Semifinais        | Semifinais |  |                | Final          | Final             | Final |
|                  |                   |                  |  |  |                  |                   |                  |  |  |            |                   |            |  |                |                |                   |       |
|                  | GER Alemanha      | 3                |  |  |                  |                   |                  |  |  |            |                   |            |  |                |                |                   |       |
|                  | HUN Hungria       | 0                |  |  |                  | GER Alemanha      | 3                |  |  |            |                   |            |  |                |                |                   |       |
|                  | POR Portugal      | 1                |  |  |                  | RUS Rússia        | 0                |  |  |            |                   |            |  |                |                |                   |       |
|                  | RUS Rússia        | 3                |  |  |                  |                   |                  |  |  |            | GER Alemanha      | 3          |  |                |                |                   |       |
|                  | FRA França        | 3                |  |  |                  |                   |                  |  |  |            | CZE Chéquia       | 0          |  |                |                |                   |       |
|                  | AZE Azerbaijão    | 0                |  |  |                  | FRA França        | 1                |  |  |            |                   |            |  |                |                |                   |       |
|                  | CZE Chéquia       | 3                |  |  |                  | CZE Chéquia       | 3                |  |  |            |                   |            |  |                |                |                   |       |
|                  | AUT Áustria       | 1                |  |  |                  |                   |                  |  |  |            |                   |            |  |                |                | GER Alemanha      | 3     |
|                  | UKR Ucrânia       | 3                |  |  |                  |                   |                  |  |  |            |                   |            |  |                |                | NED Países Baixos | 2     |
|                  | BLR Bielorrússia  | 1                |  |  |                  | UKR Ucrânia       | 3                |  |  |            |                   |            |  |                |                |                   |       |
|                  | SWE Suécia        | 3                |  |  |                  | SWE Suécia        | 0                |  |  |            |                   |            |  |                |                |                   |       |
|                  | ROU Romênia       | 1                |  |  |                  |                   |                  |  |  |            | UKR Ucrânia       | 2          |  |                |                |                   |       |
|                  | POL Polônia       | 3                |  |  |                  |                   |                  |  |  |            | NED Países Baixos | 3          |  |                |                |                   |       |
|                  | LUX Luxemburgo    | 1                |  |  |                  | POL Polônia       | 2                |  |  |            |                   |            |  | Terceiro lugar | Terceiro lugar | Terceiro lugar    |       |
|                  | SRB Sérvia        | 0                |  |  |                  | NED Países Baixos | 3                |  |  |            |                   |            |  |                |                | CZE Chéquia       | 3     |
|                  | NED Países Baixos | 3                |  |  |                  |                   |                  |  |  |            |                   |            |  |                |                | UKR Ucrânia       | 1     |

### Oitavas de final
| 13 de junho | GER Alemanha | 3 – 0 | HUN Hungria |  |

|                              | Partidas individuais         |       |                                |                          |
| Shan Xiaona                  | Shan Xiaona                  | 3 – 1 | Dóra Madarász                  | 11–6, 11–5, 12–14, 11–7  |
| Han Ying                     | Han Ying                     | 3 – 0 | Georgina Póta                  | 11–4, 11–2, 11–5         |
| Petrissa Solja / Shan Xiaona | Petrissa Solja / Shan Xiaona | 3 – 1 | Szandra Pergel / Dóra Madarász | 7–11, 11–4, 11–8 , 13–11 |
|                              |                              |       |                                |                          |
|                              |                              |       |                                |                          |

| 13 de junho | POR Portugal | 1 – 3 | RUS Rússia |  |

|                            | Partidas individuais       |       |                                 |                         |
| Yu Fu                      | Yu Fu                      | 3 – 1 | Anna Tikhomirova                | 11–8, 10–12, 11–4, 11–9 |
| Leila Oliveira             | Leila Oliveira             | 0 – 3 | Polina Mikhailova               | 7–11, 7–11, 7–11        |
| Ana Neves / Leila Oliveira | Ana Neves / Leila Oliveira | 1 – 3 | Yana Noskova / Anna Tikhomirova | 9–11, 11–9, 5–11, 4–11  |
| Ana Neves                  | Ana Neves                  | 0 – 3 | Polina Mikhailova               | 6–11, 7–11, 5–11        |
|                            |                            |       |                                 |                         |

| 13 de junho | FRA França | 3 – 0 | AZE Azerbaijão |  |

|                      | Partidas individuais |       |                                    |                   |
| Li Xue               | Li Xue               | 3 – 0 | Rufat Guliyeva                     | 11–2, 11–3, 11–8  |
| Carole Grundisch     | Carole Grundisch     | 3 – 0 | Maryam Imanova                     | 11–5, 11–5, 11–3  |
| Xian Yifang / Li Xue | Xian Yifang / Li Xue | 3 – 0 | Sharmin Shirinova / Rufat Guliyeva | 11–3, 11–5 , 11–5 |
|                      |                      |       |                                    |                   |
|                      |                      |       |                                    |                   |

| 13 de junho | CZE Chéquia | 3 – 1 | AUT Áustria |  |

|                                  | Partidas individuais             |       |                                |                                |
| Renáta Štrbíková                 | Renáta Štrbíková                 | 3 – 1 | Sofia Polcanova                | 11–8, 11–7, 7–11, 11–7         |
| Iveta Vacenovská                 | Iveta Vacenovská                 | 3 – 1 | Liu Jia                        | 11–9, 12–10, 11–13, 11–8       |
| Hana Matelová / Renáta Štrbíková | Hana Matelová / Renáta Štrbíková | 2 – 3 | Li Qiangbing / Sofia Polcanova | 9–11, 15-17, 18-16, 11–5, 5–11 |
| Hana Matelová                    | Hana Matelová                    | 3 – 0 | Liu Jia                        | 11–7, 12–10, 11–9              |
|                                  |                                  |       |                                |                                |

| 13 de junho | UKR Ucrânia | 3 – 1 | BLR Bielorrússia |  |

|                                  | Partidas individuais             |       |                                       |                                |
| Margaryta Pesotska               | Margaryta Pesotska               | 3 – 1 | Katsiaryna Baravok                    | 11–4, 11–7, 7–11, 11–1         |
| Ganna Gaponova                   | Ganna Gaponova                   | 2 – 3 | Alexandra Privalova                   | 10–12, 12–10, 6–11, 11–8, 7–11 |
| Tetyana Bilenko / Ganna Gaponova | Tetyana Bilenko / Ganna Gaponova | 3 – 1 | Alina Arlouskaya / Katsiaryna Baravok | 11–9, 9–11, 11–5, 13–11        |
| Tetyana Bilenko                  | Tetyana Bilenko                  | 3 – 0 | Alexandra Privalova                   | 11–5, 11–4, 11–6               |
|                                  |                                  |       |                                       |                                |

| 13 de junho | SWE Suécia | 3 – 1 | ROU Romênia |  |

|                                     | Partidas individuais                |       |                                     |                              |
| Linda Bergström                     | Linda Bergström                     | 3 – 1 | Camelia Poştoacă                    | 11–7, 11–8, 9–11, 11–9       |
| Matilda Ekholm                      | Matilda Ekholm                      | 3 – 0 | Elizabeta Samara                    | 11–8, 11–7, 11–6             |
| Daniela Moskovits / Linda Bergström | Daniela Moskovits / Linda Bergström | 0 – 3 | Bernadette Szőcs / Camelia Poştoacă | 9–11, 6–11, 9–11             |
| Matilda Ekholm                      | Matilda Ekholm                      | 3 – 2 | Bernadette Szőcs                    | 11–9, 5–11, 11–4, 9–11, 11–7 |
|                                     |                                     |       |                                     |                              |

| 13 de junho | POL Polônia | 3 – 1 | LUX Luxemburgo |  |

|                                        | Partidas individuais                   |       |                                     |                               |
| Li Qian                                | Li Qian                                | 3 – 0 | Sarah de Nutte                      | 11–7, 11–4, 11–7              |
| Katarzyna Grzybowska                   | Katarzyna Grzybowska                   | 1 – 3 | Ni Xialian                          | 9–11, 11–8, 8–11, 13–11, 8–11 |
| Natalia Partyka / Katarzyna Grzybowska | Natalia Partyka / Katarzyna Grzybowska | 3 – 0 | Danielle Konsbruck / Sarah de Nutte | 11–7, 11–3, 11–5              |
| Li Qian                                | Li Qian                                | 3 – 0 | Danielle Konsbruck                  | 11–4, 11–2, 11–5              |
|                                        |                                        |       |                                     |                               |

| 13 de junho | SRB Sérvia | 0 – 3 | NED Países Baixos |  |

|                                   | Partidas individuais              |       |                         |                          |
| Gabriela Feher                    | Gabriela Feher                    | 0 – 3 | Li Jiao                 | 9–11, 5–11, 10–12        |
| Anamaria Erdelji                  | Anamaria Erdelji                  | 0 – 3 | Li Jie                  | 10–12, 6–11, 8–11        |
| Andrea Todorović / Gabriela Feher | Andrea Todorović / Gabriela Feher | 1 – 3 | Britt Eerland / Li Jiao | 10–12, 11–7, 10–12, 2–11 |
|                                   |                                   |       |                         |                          |
|                                   |                                   |       |                         |                          |

### Quartas de final
| 14 de junho | GER Alemanha | 3 – 0 | RUS Rússia |  |

|                              | Partidas individuais         |       |                                 |                        |
| Han Ying                     | Han Ying                     | 3 – 1 | Yana Noskova                    | 11–4, 6–11, 11–7, 11–1 |
| Petrissa Solja               | Petrissa Solja               | 3 – 1 | Polina Mikhailova               | 11–3, 11–7, 9–11, 11–7 |
| Shan Xiaona / Petrissa Solja | Shan Xiaona / Petrissa Solja | 3 – 0 | Anna Tikhomirova / Yana Noskova | 11–6, 11–7, 11–7       |
|                              |                              |       |                                 |                        |
|                              |                              |       |                                 |                        |

| 14 de junho | FRA França | 1 – 3 | CZE Chéquia |  |

|                           | Partidas individuais      |       |                                  |                              |
| Xian Yifang               | Xian Yifang               | 3 – 2 | Renáta Štrbíková                 | 9–11, 11–9, 6–11, 11–7, 5–11 |
| Li Xue                    | Li Xue                    | 3 – 1 | Iveta Vacenovská                 | 9–11, 11–6, 11–8, 11–8       |
| Carole Grundisch / Li Xue | Carole Grundisch / Li Xue | 1 – 3 | Hana Matelová / Renáta Štrbíková | 6–11, 8–11, 11–3, 6–11       |
| Carole Grundisch          | Carole Grundisch          | 0 – 3 | Iveta Vacenovská                 | 6–11, 12–14, 7–11            |
|                           |                           |       |                                  |                              |

| 14 de junho | UKR Ucrânia | 3 – 0 | SWE Suécia |  |

|                                  | Partidas individuais             |       |                                     |                   |
| Margaryta Pesotska               | Margaryta Pesotska               | 3 – 0 | Matilda Ekholm                      | 11–7, 11–9, 12–10 |
| Tetyana Bilenko                  | Tetyana Bilenko                  | 3 – 0 | Linda Bergström                     | 11–1, 11–5, 11–4  |
| Ganna Gaponova / Tetyana Bilenko | Ganna Gaponova / Tetyana Bilenko | 3 – 0 | Daniela Moskovits / Linda Bergström | 11–6, 11–7, 11–7  |
|                                  |                                  |       |                                     |                   |
|                                  |                                  |       |                                     |                   |

| 14 de junho | POL Polônia | 2 – 3 | NED Países Baixos |  |

|                                        | Partidas individuais                   |       |                         |                         |
| Katarzyna Grzybowska                   | Katarzyna Grzybowska                   | 1 – 3 | Li Jiao                 | 11–13, 7–11, 11–7, 3–11 |
| Li Qian                                | Li Qian                                | 3 – 0 | Li Jie                  | 11–5, 11–7, 11–8        |
| Natalia Partyka / Katarzyna Grzybowska | Natalia Partyka / Katarzyna Grzybowska | 0 – 3 | Britt Eerland / Li Jiao | 9–11, 8–11, 10–12       |
| Li Qian                                | Li Qian                                | 3 – 1 | Britt Eerland           | 7–11, 11–4, 11–3, 11–4  |
| Natalia Partyka                        | Natalia Partyka                        | 1 – 3 | Li Jie                  | 6–11, 6–11, 11–4, 8–11  |

### Semifinal
| 15 de junho | GER Alemanha | 3 – 0 | CZE Chéquia |  |

|                              | Partidas individuais         |       |                                  |                        |
| Han Ying                     | Han Ying                     | 3 – 1 | Iveta Vacenovská                 | 7–11, 11–7, 11–3, 11–3 |
| Petrissa Solja               | Petrissa Solja               | 3 – 0 | Renáta Štrbíková                 | 11–6, 12–10, 11–7      |
| Shan Xiaona / Petrissa Solja | Shan Xiaona / Petrissa Solja | 3 – 0 | Hana Matelová / Iveta Vacenovská | 14–12, 11–9, 11–8      |
|                              |                              |       |                                  |                        |
|                              |                              |       |                                  |                        |

| 15 de junho | UKR Ucrânia | 2 – 3 | NED Países Baixos |  |

|                                  | Partidas individuais             |       |                         |                                |
| Margaryta Pesotska               | Margaryta Pesotska               | 2 – 3 | Li Jiao                 | 11–9, 10–12, 8–11, 11–7, 9–11  |
| Tetyana Bilenko                  | Tetyana Bilenko                  | 0 – 3 | Li Jie                  | 7–11, 9–11, 9–11               |
| Ganna Gaponova / Tetyana Bilenko | Ganna Gaponova / Tetyana Bilenko | 3 – 2 | Britt Eerland / Li Jiao | 9–11, 11–7, 11–5, 9–11, 11–9   |
| Margaryta Pesotska               | Margaryta Pesotska               | 3 – 2 | Britt Eerland           | 11–7, 10–12, 11–7, 12–14, 11–8 |
| Ganna Gaponova                   | Ganna Gaponova                   | 0 – 3 | Li Jie                  | 7–11, 1–11, 3–11               |

### Medalha de bronze
| 15 de junho | CZE Chéquia | 3 – 1 | UKR Ucrânia |  |

|                                  | Partidas individuais             |       |                                  |                              |
| Iveta Vacenovská                 | Iveta Vacenovská                 | 3 – 1 | Tetyana Bilenko                  | 11–7, 9–11, 11–6, 11–3       |
| Renáta Štrbíková                 | Renáta Štrbíková                 | 1 – 3 | Margaryta Pesotska               | 8–11, 11–5, 5–11, 6–11       |
| Hana Matelová / Renáta Štrbíková | Hana Matelová / Renáta Štrbíková | 3 – 2 | Ganna Gaponova / Tetyana Bilenko | 7–11, 11–9, 9–11, 11–6, 11–8 |
| Iveta Vacenovská                 | Iveta Vacenovská                 | 3 – 0 | Ganna Gaponova                   | 11–7, 11–8, 11–9             |
|                                  |                                  |       |                                  |                              |

### Final
| 15 de junho | GER Alemanha | 3 – 2 | NED Países Baixos |  |

|                              | Partidas individuais         |       |                         |                              |
| Han Ying                     | Han Ying                     | 0 – 3 | Li Jiao                 | 9–11, 10–12, 5–11            |
| Shan Xiaona                  | Shan Xiaona                  | 3 – 1 | Li Jie                  | 11–4, 8–11, 11–8, 11–5       |
| Petrissa Solja / Shan Xiaona | Petrissa Solja / Shan Xiaona | 3 – 2 | Britt Eerland / Li Jiao | 8–11, 11–7, 11–9, 7–11, 11–7 |
| Petrissa Solja               | Petrissa Solja               | 0 – 3 | Li Jie                  | 8–11, 7–11, 9–11             |
| Han Ying                     | Han Ying                     | 3 – 0 | Britt Eerland           | 11–1, 11–2, 11–6             |